# Serra da Saudade
Serra da Saudade là một đô thị thuộc bang Minas Gerais, Brasil. Đô thị này có diện tích 335,581 km², dân số năm 2007 là 863 người, mật độ 2,6 người/km².